# 华波波
华波波（波斯語：‎，1988年—），活跃在中国的伊朗演员和电视主持人。 他生於伊朗德黑兰，17岁时移居中国。华波波能说一口流利的普通话，並且還會一點上海话、韩语和俄语。 
2006年，华波波移居上海市，並且在华东师范大学学习中文。他還參加了2008年第一届汉语桥比赛，並且最終擠進前10名。 
2010年，华波波開始攻讀上海戏剧学院广播与表演专业硕士学位。他後來又在华东师范大学攻读博士学位。